# Похищение человека
Похище́ние челове́ка — противоправные умышленные действия, направленные на тайный или открытый, либо с помощью обмана, захват человека, изъятие его из естественной микросоциальной среды, перемещение с его места жительства с последующим удержанием против его воли в другом месте.
Большей частью совершается из корыстных побуждений и имеет целью получение выкупа от родственников или близких к похищенному лиц, а также принуждение этих лиц к выполнению необходимых для похитителей действий. Следует отличать от насильственного исчезновения, осуществляемого государством. 

## Правовая оценка
17 декабря 1979 года Организацией Объединённых Наций была принята «Международная конвенция о борьбе с захватом заложников», которая на международном правовом уровне установила преступность взятия заложников. Тем не менее, институт заложничества продолжает существовать и в наше время, как в виде террористических акций, так и в виде «непрямого» удержания заложников, когда силой удерживается не человек, а его документы или средства передвижения, без которых его свобода ограничивается.
В России похищению человека посвящена статья 126 Уголовного кодекса.

## Варианты определения похищения человека
Похищение человека — это «общественно опасное умышленное действие, направленное на удаление человека с места его постоянного пребывания и насильственное удерживание его в неизвестном для близких и правоохранительных органов месте».
Однако недоступность и неизвестность места удержания не все эксперты включают в необходимые признаки похищения человека. Так, авторы двух книг комментариев к УК РФ определяют похищение человека так: «похищение человека предполагает его захват и перемещение в другое место помимо воли потерпевшего. Обычно это связано с последующим удержанием похищенного в неволе» и «похищение человека как преступное деяние включает как бы два элемента: похищение и лишение свободы, которые находятся в идеальной совокупности, поскольку похищение одновременно является и лишением свободы». В Постановлении Президиума Верховного Суда РФ от 17 мая 2000 г. под похищением человека понимаются противоправные умышленные действия, сопряжённые с тайным или открытым завладением (захватом) живого человека, перемещением с места его постоянного или временного проживания с последующим удержанием против его воли в другом месте.
Схожим с похищением человека преступлением является незаконное лишение свободы. Согласно разъяснению Верховного суда РФ, различие между ними состоит в том, что при похищении человека происходит насильственное перемещение потерпевшего в место его удержания, а при незаконном лишении свободы потерпевшего лишают возможности покинуть место, где он находился добровольно. Однако в случае, если потерпевшего заманивают в место удержания путём обмана или злоупотребления доверием, то такие действия также квалифицируются как похищение. Если потерпевшего вначале незаконно лишают свободы, а затем насильственно перемещают в другое место, то такие действия также являются похищением и не требуют дополнительной квалификации как незаконное лишение свободы.
Эксперты-правоведы[кто?] до сих пор спорят о необходимых и достаточных признаках похищения человека, на эту тему публикуются исследовательские статьи и защищаются диссертации[какие?].

## Виды похищений, имеющие собственное название
- Похищение невесты — практика похищения невест и насильственной женитьбы, распространённая на Кавказе, в Эфиопии и других странах, где сохранились подобные обычаи.
- «Похищение тигра (англ. Tiger kidnapping)» — похищение заложника в целях вынуждения его родственника или близкого к совершению определённых незаконных действий, например, взятие в заложники ребёнка, чтобы вынудить банковского служащего способствовать ограблению банка.
- Экспресс-похищение — один из современных видов похищения людей с целью получения быстрого выкупа от родственников похищенного, связь с которыми обычно осуществляется по телефону. Распространён в основном в Латинской Америке.

## Статистика
|    | 1999 !! 2006 |              |
| -- | ------------ | ------------ |
| 1  | Колумбия     | Мексика      |
| 2  | Мексика      | Ирак         |
| 3  | Бразилия     | Индия        |
| 4  | Филиппины    | Южная Африка |
| 5  | Венесуэла    | Бразилия     |
| 6  | Эквадор      | Пакистан     |
| 7  | СНГ          | Эквадор      |
| 8  | Нигерия      | Венесуэла    |
| 9  | Индия        | Колумбия     |
| 10 | Южная Африка | Бангладеш    |

Похищение людей ради получения выкупа — обычное явление в разнообразных частях света сегодня, некоторые города и страны часто называют «Мировая столица похищений людей». На 2007 год это название принадлежало Ираку, в котором были похищены около 1500 иностранцев В 2004-м так называли Мексику, а в 2001-м — Колумбию. Получение статистики затруднено. Предположительное число похищений в мире оценивается как 12,5–25,5 тыс. чел/год, в том числе 3,6 тыс. чел/год — в Колумбии и 3 тыс. чел/год — в Мексике, на 2000 год.
Необходимо отметить, что к 2006 году количество похищений в Колумбии уменьшилось до 687 и продолжает снижаться.
Количество похищений в Мексике трудно поддается подтверждению из-за страха полиции вмешиваться в похищения людей.
«Похищения людей, по-видимому, расцветают чрезвычайно в слабых штатах и подверженных конфликтам странах, где политически ангажированные вооружённые силы, оргпреступность и наркомафия заполняют вакуум, не заполненный правительством.».
В течение 1999 года в США сообщалось, что 203 900 детей были похищены внутри семьи и 58 200 — вне семьи. Тем не менее, только 115 детей стали объектами «стереотипных похищений» (похититель незнаком или малознаком ребёнку, непрерывное удержание или в целях получения выкупа).
В России, по официальной статистике МВД, в 2012 году зарегистрировано 566 похищений человека, 366 — раскрыто.
Годовой размер совокупных выплат криминальным бандам оценён в 500 миллионов долларов.
Большинство похищений детей в США осуществляют женщины (66 % — одинокие женщины, ещё 3 % — женские пары). Практически все похищения младенцев осуществляют женщины с целью вырастить ребёнка как собственного.